# Petros Voulgaris
Petros Voulgaris (Grieks: Πέτρος Βούλγαρης) (Hydra, 13 september 1884 – Athene, 26 november 1957) was een Grieks admiraal, politicus en eerste minister.

## Levensloop
Na beëindiging van school begon Voulgaris een opleiding van officier. Als soldaat nam hij zowel aan de Eerste Balkanoorlog als de Eerste Wereldoorlog deel.
Na het begin van de dictatuur van Ioannis Metaxas verliet Voulgaris in 1936 als royalist het leger met de titel van admiraal.
Gedurende de Tweede Wereldoorlog werd hij in 1943 minister van Luchtvaart in de regering van Emmanouil Tsouderos. Tegelijkertijd was hij belast met het commando en de reorganisatie van de Griekse marine.
Na de Tweede Wereldoorlog leidde Voulgaris van 9 april tot 17 oktober 1945 een regering. In diezelfde regering was hij minister van Buitenlandse Zaken en minister van Defensie.
- International Standard Name Identifier: 0000 0000 7115 2248
- Library of Congress Control Number: n2009060849
- Virtual International Authority File: 100689538
- WorldCat: E39PBJjt6rHwQQ3WxrhWPGdfbd